# Invisible Touch (canción)
«Invisible Touch» (en español, «Toque invisible») es la canción de apertura del álbum del mismo nombre, perteneciente al grupo británico Genesis, publicado en mayo de 1986. También fue el primero de cinco sencillos que produjo este álbum.
"Invisible Touch" surgió durante una jam session, Rutherford tocando un riff de guitarra mientras Collins improvisaba la línea "She seems to have a invisible touch". Collins ha dicho que escuchó la influencia de Prince y Sheila E. en la caja de ritmos y que sus letras estaban inspiradas en algunas personas que conocía y que se habían metido bajo su piel. A pesar de que le gustaba la canción, y a pesar del éxito anterior de la banda, ha afirmado que no estaba seguro de que la canción fuera un éxito.
Como el único número uno de la banda en el Billboard Hot 100, la canción está incluida en el Rock Song Index: The 7500 Most Important Songs for the Rock and Roll Era.

## Versiones en vivo
La canción se interpretó durante las giras Invisible Touch Tour, We Can't Dance Tour, Calling All Stations Tour (con Ray Wilson en la voz principal), Turn It On Again: The Tour y The Last Domino? Tour.
Una versión en vivo de "Invisible Touch" aparece en los álbumes The Way We Walk, Volume One: The Shorts y Live Over Europe 2007, así como en los DVD Genesis Live at Wembley Stadium, The Way We Walk – Live in Concert y When in Rome 2007.

## Vídeo musical
Genesis se reunió con el director Jim Yukich para hacer el video musical de "Invisible Touch" en 1986. Yukich había trabajado previamente con Genesis en el video musical "That's All" en 1983.  El videoclip comienza en un gran auditorio con Collins, Rutherford y Banks jugando con cámaras de película de 8 mm; el video avanza para mostrar todo el set con Collins usando sus propias baquetas como micrófono y la banda jugando con Yukich y el equipo.

## Posicionamiento en listas
| Lista (1986)                          | Máxima posición |
| ------------------------------------- | --------------- |
| Alemania (Offizielle Deutsche Charts) | 16              |
| Australia (Kent Music Report)         | 3               |
| Canadá (RPM Top Singles)              | 6               |
| Canadá (RPM Adult Contemporary)       | 1               |
| Estados Unidos (Billboard Hot 100)    | 1               |
| Estados Unidos (Adult Contemporary)   | 3               |
| Estados Unidos (Mainstream Rock)      | 1               |
| Europa (European Hot 100 Singles)     | 8               |
| Finlandia (Suomen virallinen lista)   | 15              |
| Irlanda (IRMA)                        | 7               |
| Nueva Zelanda (Recorded Music NZ)     | 8               |
| Países Bajos (Dutch Top 40 Tipparade) | 2               |
| Países Bajos (Mega Single Top 100)    | 28              |
| Reino Unido (UK Singles Chart)        | 15              |
| Suiza (Schweizer Hitparade)           | 13              |
| Zimbabue (ZIMA)                       | 11              |

## Personal
- Phil Collins - voz, Oberheim DMX, Simmons SDS 7
- Tony Banks - teclados
- Mike Rutherford - guitarra eléctrica, bajo